# Conflict of Interest
Conflict of Interest is een Amerikaanse speelfilm uit 1993. De film is geregisseerd door Gary Davis.

## Verhaal
Gideon (Judd Nelson) is de baas over de donkere delen van de stad. Hij heeft een zaak met gestolen auto's en een heavy metal club waar hij extra geld verdient voor vrouwen en drugs. Iedereen lijkt van Gideon te houden, behalve de politie. Mickey Flannery (Christopher McDonald) is één zo iemand die achter Gideon aan zit.
Als Mickeys vrouw wordt vermoord, zijn zoon Jason bedroog en Jasons vriendin Eve (Alyssa Milano) ontvoerde, weet Mickey één ding: Gideon is de dader...

## Rolverdeling
| Acteur               | Personage       |
| -------------------- | --------------- |
| Judd Nelson          | Gideon          |
| Christopher McDonald | Mickey Flannery |
| Zia Harris           | Jason Flannery  |
| Alyssa Milano        | Eve             |